# ドリトル先生アフリカ行き
『ドリトル先生アフリカ行き』（ドリトルせんせいアフリカいき、独：Doktor Dolittle und seine Tiere）は、1928年にドイツで製作されたモノクロ・無声のアニメーション映画。

## 概要
ドイツにおける「アニメーションの母」と評されるロッテ・ライニガー（1899年 - 1981年）の初期作品。アメリカ合衆国で活動したイギリス出身の小説家、ヒュー・ロフティングが1920年に発表した児童文学作品『ドリトル先生アフリカゆき』（原題：The Story of Doctor Dolittle）の前半部分から抜粋したエピソード3編により構成されている。
表題の"Doktor Dolittle und seine Tiere"は直訳すれば「ドリトル先生と動物たち」の意で、原作のドイツ語版もこの表題となっている。以下、日本語の表題は2006年に発売された「ロッテ・ライニガー作品集」に基づいて記載する。

## 各編の内容
作品は3部構成となっており、それぞれ原作から抜粋したエピソードを10分前後にまとめている。

### 第1編：ドリトル先生アフリカ行き
1. Abenteuer: Die Reise nach Afrika（12分）
動物と話が出来るお医者さん、ドリトル先生と暮らす動物たちはそれぞれ家事を受け持って、アヒルは料理、サルは皿洗い、豚は水汲み、そしてオウムは先生の眼鏡を拭く。毎晩、先生は動物たちに本を読んで聞かせているが、そこへ一羽のツバメが舞い込み、アフリカに住むサルたちが病気に苦しめられていると知らせて来た。先生はサルを助ける為に動物たちを連れて、アフリカへの航海に出発する。

### 第2編：ドリトル先生とサルの橋
2. Abenteuer: Die Affenbrücke（10分）
ドリトル先生と動物たちが乗った船はアフリカの沖合で難破してしまい、どうにか上陸したものの原住民に捕まって牢屋に閉じ込められてしまった。牢屋を脱出して逃亡した先生たちを原住民が槍を構えて追い掛けて来て、先生たちはとうとう断崖絶壁に追い詰められてしまう。先生の到着を知ったサル達は一斉に手を繋いで峡谷に「サルの橋」を作り、絶体絶命の危機を脱して無事にサルの国へたどり着いた先生は早速、病気になったサルたちの治療にとりかかる。

### 第3編：ドリトル先生とライオン
3. Abenteuer: Die Affenkrankheit（11分）
病気に苦しむサルの数が余りにも多く、手が回らない先生はライオンに協力を求める。しかし、ライオンは百獣の王たる自分がサル如きの看病など出来るかと威張り散らして先生の要請を断ってしまった。ところが、そのライオンの子供が前足を怪我してしまい、先生の治療を受けたことでライオンは先生に非礼を詫びてサルの看病を手伝うようになり、ようやくサルたちは元気を取り戻して平和が訪れた。

## DVD
日本では、2006年にアスミック・エース エンタテインメントより発売された「ロッテ・ライニガー作品集」（3枚組）のディスク3に収録されている。
- 2006年6月9日発売 ACBA-10369